# Kerstin Danielsson (författare)
Kerstin Danielsson, född 16 april 1983 i Örs församling, är en svensk deckarförfattare som skriver på tyska. Danielsson och medförfattaren Roman Voosen debuterade år 2012 med Später Frost, den första delen i en serie kriminalromaner. Später Frost utkom i svensk översättning av Danielsson år 2019 (Sen frost, Ersatz).